# Белвал (Вогези)
Белвал (фр. Belval) насеље је и општина у североисточној Француској у региону Лорена, у департману Вогези која припада префектури Сен Дије де Вогез.
По подацима из 2011. године у општини је живело 171 становника, а густина насељености је износила 25,0 становника/km². Општина се простире на површини од 6,84 km². Налази се на средњој надморској висини од метара (максималној 905 m, а минималној 455 m).

## Демографија
| 1962. | 1968. | 1975. | 1982. | 1990. | 1999. | 2011. |
| ----- | ----- | ----- | ----- | ----- | ----- | ----- |
| 189   | 189   | 157   | 162   | 144   | 160   | 171   |

График промене броја становника у току последњих година